# Ebru Polat

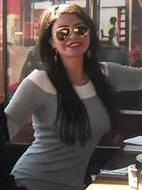
Ebru Polat, 2015

Ebru Polat (bürgerlich Filiz Sarıkaya; * 1. Juni 1983 in Izmir) ist eine türkische Rechtsanwältin und Pop-Sängerin.

## Leben und Karriere
Als Kind nahm Ebru Polat in jungen Jahren Ballettunterricht in Izmir und traf sich mit anderen jungen Künstlern in der Welt der Musik, was durch ihre Beteiligung an einem Schulchor gefördert wurde. Sie änderte jedoch später ihre Einstellung und wollte in einem anderen Bereich als der Musik ihrem Leben eine andere Richtung geben. Zunächst ging sie nach Nord-Zypern, um Jura zu studieren.
Ebru Polat ist Absolventin der Juristischen Fakultät der Ostmediterranen Universität in Famagusta auf Zypern. Nach dem Studium hat Ebru Polat den Beruf des Anwalts ergriffen. Später nahm sie dann für zwei Jahre Musik- und Gesangsunterricht an der Royal Academy of Music in London. Sie interessierte sich dabei besonders für die Feinheiten in der Physik sowie den Klang der Musik. Nach der Rückkehr in die Türkei begann sie professionell zu singen und erzielte 2008 mit dem Lied Çok Geç (dt.: „zu spät“) auf einer Maxisingle große Aufmerksamkeit in ihrem Land. Im Jahr 2009 führte der Song Kalp Ayazı („Herzfrost“) zum ersten Plattenvertrag. Nach einer einjährigen Pause setzte die Künstlerin 2011 ihre Karriere fort.
Der im Jahr 2017 veröffentlichte Song Hava Çok Sıcak wurde ein Hit.
In einer TV-Show gab Polat an, dass sie auch kurdische Wurzeln besitzt.

## Diskografie

### Alben
- 2009: Kalp Ayazı
- 2011: Dinle
- 2015: 9 Hit

### EPs
- 2007: Çetin Ceviz
- 2008: Çok Geç

### Singles
| - 2007: Çetin Ceviz - 2007: Şerefsiz - 2008: Çok Geç - 2009: Çığ Gibi - 2009: İnanamıyorum - 2009: Seni Aldattım - 2010: Kalp Ayazı - 2010: Aşk Bitti - 2010: Seni Yerler - 2010: Mutlu Ol Yeter - 2011: Sen Sağ Ben Selamet - 2011: Ben Keyfim Ve Kahyası - 2011: Haydi Git - 2011: Olanlar Oldu (mit Tan Taşçı) - 2012: Kaçın Kurasıyım - 2012: Hani Dünya Tatlısı - 2012: Hala Büyümemişsin - 2013: Hediyem Olsun - 2013: Günaha Davet - 2014: Çilli Bom (Original: Dolores Vargas – Achilipú) - 2014: İnat (mit İlkan Günüç) - 2015: 1 Dakika - 2015: Aradım Seni | - 2015: Babamın Emanetiyim - 2016: Dokun Bana - 2017: Hava Çok Sıcak (Original: Benny Dayal, Badshah & Nucleya – Let's Nacho) - 2018: Hazmedemeyenlere Soda - 2018: Akşam Sendeyiz Kraliçe - 2018: 5 Karat (mit Selin Ciğerci) - 2019: Haydi Şimdi Gel (mit Halil Vergin) - 2019: Madam - 2019: Anlayacaksın - 2020: Tren (mit Evren Adam) - 2020: Çıngıraklı - 2020: İzmir Lokumu - 2021: Anlat - 2021: Herkese Günaydın - 2022: Sol Yanım (mit Erol Özdamar) - 2022: Hokkabaz - 2023: Kıskananlar Çatlasın - 2023: Bro (mit Ezgizem) - 2023: Ateşini Yolla Bana - 2024: Şımarık - 2024: Enişteci - 2025: Gölge Etme |

Quelle: